# Дюна: Дом Коррино
 «Дюна: Дом Коррино»  — роман Брайана Герберта и Кевина Дж Андерсона, действия которого разворачиваются во вселенной, созданной Фрэнком Гербертом. Опубликован в 2001 году. Третий роман из «Прелюдии к Дюне» — трилогии приквелов к оригинальной «Дюне», написанной сыном автора.

## Сюжет
В завершении трилогии «Прелюдия к Дюне» император Шаддам Коррино стремится взять в руки всю полноту власти, которой не было у предшественников и управлять Миллионом Миров по своему усмотрению. На захваченной тлейлаксианцами планете Икс ведётся разработка искусственной пряности — амаля, которая может ввергнуть всю цивилизацию в огромную опасность. Тем временем захватчики планеты Икс борются с угрозами изгнанного принца Ромбура Верниуса, который хочет вернуть себе планету.
Боясь потерять свой трон Золотого Льва, Шаддам IV — Император Миллиона Миров, начал проект по производству заменителя Пряности — ресурса, который объединяет всю Империю и который можно добыть только на Арракисе.
В подземных лабораториях планеты Икс, Тлейлаксу используют рабов для создания амаля. Если амаль станет равноценным заменителем меланжа, то Шаддам получит неограниченную власть. Но Лето Атрейдес, находясь в трауре из-за гибели своего сына Виктора и желающий возродить былое величие Дома Атрейдес, имеет свои собственные планы в отношении планеты Икс.
Лето Атрейдесу удаётся в конечном счёте освободить иксианцев от Тлейлаксу и восстановить своего друга Принца Ромбура Верниуса в его правах правителя Икса. Для Дома Атрейдес подобная операция — опасна из-за существующей нехватки военных ресурсов и множества врагов, включая Барона Харконнена.
Тем временем леди Джессика, выполняя приказы глав Ордена Бене Гессерит, зачала ребёнка от герцога Лето, который по планам Ордена должен стать предпоследним шагом в создании Квисатца Хадераха. Но Бене Гессерит не знает о том, что леди Джессика ждёт рождения мальчика, а не девочки, как этого хочет Орден.
Леди Джессика ради любви к герцогу решила родить ему мальчика — будущего наследника Дома Атрейдес, хотя такой поступок ставит под угрозу жизни как самой матери, так и её ребёнка.
Шаддам Коррино также, как и Бене Гессерит, имеет свои планы. Жаждущий власти, Император готовит заговор против Арракиса — единственного во Вселенной естественного источника Пряности. В случае, если его план осуществится, то наступит конец космических путешествий, Империи и самой цивилизации, о чём он и не подозревает.